# ك. س. جونز
ك. س. جونز (بالإنجليزية: K. C. Jones)‏ هو لاعب كرة قدم أمريكية أمريكي، ولد في 28 مارس 1974 في مدلاند في الولايات المتحدة.

## وصلات خارجية
- ك. س. جونز على موقع مرجع كرة القدم المحترفة.كوم (الإنجليزية)